# Avshalom Feinberg
Pour les articles homonymes, voir Feinberg.
Avshalom Feinberg (אבשלום פיינברג), né le 23 octobre 1889 à Guedera, compte parmi les fondateurs du réseau d'espionnage Nili, dont l'activité a lieu durant la Première Guerre mondiale en Palestine. Il est assassiné le 20 janvier 1917 par des bédouins du désert du Sinaï. Son lieu d'inhumation n'est découvert qu'après la guerre des Six Jours.

## Biographie
Avshalom Feinberg naît à Guedera. Issu d'une famille de Bilouïm, il est le fils d'Israël et de Fani (née Belkind). Il étudie dans une école musulmane de Jaffa, où il apprend l'arabe et le Coran. Avec ses parents, il passe d'une implantation à l'autre. À l'âge de 15 ans, il obtient, de l'Alliance israélite universelle, une bourse pour intégrer un lycée parisien.
Grâce à sa tante Alexandra intégrée à la vie parisienne, Feinberg connaît une jeune fille juive, épouse du philosophe français Jacques Maritain, qui devient son ami. 
En 1906, âgé de 17 ans, une fois ses études en botanique et en littérature terminées, Avshalom Feinberg retourne en Palestine et de là commence pour lui un long périple; il devient tout d'abord comptable au Caire, puis retourne en Palestine, et de nouveau part pour la Suisse et la France.
C'est à cette époque qu'il forge ses opinions politiques, basées sur l'expulsion de l'Empire ottoman des terres d'Israël et sur le soutien du Yichouv à l'invasion britannique.
En janvier 1909, Feinberg écrit de Paris à son oncle Mendel Henkin : « Les Turcs forment un peuple corrompu… Si dans les dizaines d'années à venir nous ne nous installons pas (aménagement des terrains, construction de maisons, etc.) sur la terre de Palestine, nous serions perdus pour des siècles encore… Nous sommes soit face à notre fin, soit à notre rédemption. »
En 1911, il rencontre l'agronome Aaron Aaronsohn qui lui propose un travail au centre agricole d'expérimentation de Atlit. Feinberg est responsable de l'organisation des expériences, de la surveillance des vergers pour la région de la Samarie et de la répertoration des plantes d'Israël. De son rapprochement avec la famille Aharonson, Avshalom Feinberg se fiance à Rivka, la sœur de Aharon. En 1915, cette dernière part accompagner Aharon au Caire, puis le suivra aux États-Unis. Elle restera éternellement fidèle à la mémoire d'Avshalom. Elle reviendra en Israel ou elle décèdera le 24 août 1981.
Avshalom Feinberg  dans l'une de ses très émouvantes lettres se fait  le témoin bouleversé  du génocide  des  Chrétiens arméniens par les Musulmans turcs.
Il note avec effroi  la collaboration allemande à ce génocide.
Son témoignage sera à la base des travaux  historiques qui font du génocide arménien par les Turcs la matrice de la Shoah.
Feinberg dirige l'organisation des Guidonim, premier regroupement de sabras engagés dans la lutte contre le pouvoir ottoman. En collaboration avec Aaron Aharonson en 1915, il met en place le réseau d'espionnage Nili, dont la mission est de transmettre certains renseignements aux forces anglaises.
C'est à cette période qu'il se rapproche de l'autre sœur d'Aaron, Sara Aharonson, qui vit alors séparé de son époux. Après plusieurs tentatives échouées, Feinberg réussit à atteindre l'armée britannique installée en Égypte, où il convient avec les Anglais du processus pratique de transmission des informations.
À son retour en Palestine, les membres du Nili correspondent déjà par la mer avec les Anglais, depuis la plage de Atlit. Avec le départ d'Aaron Aharonson pour Berlin, via Constantinople, Feinberg et Aharonson se perdent de vue. Le maintien du contact entre le Nili et les forces anglaises est donc désormais sous la responsabilité de Feinberg.
En janvier 1917, Avshalom Feinberg accompagné de Yossef Lishansky, tous deux déguisés en bédouins, partent traverser le Sinaï, afin de reprendre contact avec les Anglais, perdu depuis. Le 20 janvier, ils sont attaqués par des bédouins près de Rafah. Avshalom Feinberg est tué sous les coups de feu. Lishansky blessé, réussit à reprendre contact avec Aharon Ahronson au Caire.
La disparition de Feinberg engendrera indirectement la découverte du réseau par les Turcs en octobre 1917. Les conditions de la mort de Feinberg restent peu connues, du fait du silence de Aharon Aharonson et de celui de Lishansky, décidés à préserver le moral des membres du réseau.
Naaman Belkind part alors sur les traces de Feinberg, mais en chemin il est arrêté par la police turque.
Ce n'est qu'en 1967, après la Guerre des Six Jours et la prise de la péninsule du Sinaï, que la tombe de Feinberg est retrouvée, à l'ombre d'un dattier. La légende rapporte que ce dernier a poussé des dattes que Feinberg avait pour habitude de déposer dans ses poches. Il est cependant à noter dans la culture arabe bedouine qu'il est de coutume de faire pousser un dattier sur la tombe d'un individu mort de mort violente ... Il est alors transféré au cimetière du Mont Herzl.
La majorité de ses correspondances a été rassemblée dans un ouvrage consacré à sa vie (Avshalom). L'extrait d'une de ces lettres, destinée à Rivka, fut mis en chanson et fait partie aujourd'hui du folklore musical d'Israël.

## Sources
- Shlomo-Aryé Ben-Elkana, Avshalom Feinberg revient du désert. Ed. Réshafim. Tel-Aviv, 1967
- Efraïm et Ménahem Talmi, Lexique sioniste, éd. Maariv. Tel-Aviv 1988
- Dvora Omer, Sara, héroïne du Nili
- Zeev Anar, Histoires de maisons. Ed. Ministère de la Défense. Tel-Aviv 1988.
- Aharonson House / Musée du Nili à Zihron Ya'akov Israel